# Jutta Ditfurth
Jutta Gerta Armgard Ditfurth (née le 29 septembre 1951 à Wurtzbourg sous le nom de Jutta Gerta Armgard von Ditfurth) est une sociologue, travailleuse sociale et écrivaine allemande, militante écologiste de gauche.

## Biographie
Elle est une des cofondatrices du parti écologiste Die Grünen dont elle a été la représentante de 1984 à 1989.
Elle a renoncé à sa qualité nobiliaire et à son « von ».
Elle est militante à Ökologische Linke (de).